# Лёгкие крейсера типа «Ламотт-Пике»
Лёгкие крейсера типа «Ламотт-Пике» (фр. Lamotte-Picque) — тип лёгких крейсеров французского флота начала XX века, намечавшийся к постройке перед Первой мировой войной. По французской терминологии того времени классифицировались как «эскадренные разведчики» (фр. convoyeur d'escadrilles). Всего планировалось построит 10 единиц. Должны были стать первыми паротурбинными крейсерами французского флота. Головной крейсер был заказан 17 июля 1914 года военно-морскому арсеналу в Тулоне. Закладка корабля намечалась в ноябре 1914 года. В связи с началом Первой мировой войны строительство было отложено, неоднократно переносилось и было наконец отменено.

## История проектирования
Перед Первой мировой войной крейсерские силы ВМС Франции оказались в тяжёлом положении. Они состояли из 25 крейсеров, 22 броненосных и 13 бронепалубных, но все корабли уже морально устарели на фоне зарубежных крейсеров. Все французские крейсера оснащались паровыми машинами, в то время как британский и германский флоты активно строили лёгкие крейсера с паротурбинными установками, значительно более быстроходные, чем их французские оппоненты. Ввиду этого Морской генеральный штаб (фр. Etat-Major General) в 1909 году выступил за создание быстроходного «эскадренного разведчика» для сопровождения новых линкоров, ведения разведки и борьбы с лёгкими силами неприятеля.
30 марта 1912 года во Франции был принят Морской закон, призванный сократить отставание французского флота от великих морских держав. Согласно этому документу предполагалось иметь к 1920 году следующие силы: 
- 28 линкоров;
- 10 крейсеров-скаутов;
- 52 больших эсминца;
- 94 подводных лодки.

Предложенная программа страдала явным дисбалансом. Количество лёгких кораблей совершенно не соответствовало количеству линкоров. Однако стеснённое в средствах руководство Морского министерства считало наиболее важным строительство линкоров-дредноутов, которые в те годы оценивались как главная сила флота. Поэтому основные ассигнования были выделены на постройку линкоров типов «Бретань», «Норманди» и «Лион». Строительство прочих типов кораблей предусматривалось по остаточному принципу.
Изначально  Технический отдел морского министерства (фр. Service Technique des Constructions et Armes Navales) представил проект достаточно крупного   корабля, нормальным водоизмещением 6000 т. Крейсер должен был вооружаться десятью 138,6-мм/45 орудиями, нести броневой пояс толщиной 50—100 мм, броневую палубу толщиной 40 мм и развивать скорость 27 узлов.
В дальнейшем Морской генеральный штаб предпочел крейсера меньших размеров, промежуточным между британским типом «Аретьюза» и немецкими типами «Магдебург» и «Карлсруэ». При нормальном водоизмещении 4500 тонн крейсер должен был вооружаться восемью 138,6-миллиметровыми пушками, причем впервые в мире носовые и кормовые пары орудий устанавливались по линейно-возвышенной схеме, однако обводы корпуса оставались архаичными, в сравнении с зарубежными проектами. Более мощная силовая установка обеспечивала скорость до 29 узлов. Броневая защита планировалась крайне слабой и сводилась к тонкой броневой палубе над машинно-котельными отделениями.